# Пет вечери (ТВ филм)
„Пет вечери” је југословенски ТВ филм из 1964. године. Режирао га је Славољуб Стефановић Раваси а сценарио је написао Александр Володин.

## Улоге
| Глумац           | Улога |
| ---------------- | ----- |
| Растислав Јовић  |       |
| Оливера Марковић |       |
| Воја Мирић       |       |
| Мира Николић     |       |
| Станислава Пешић |       |
| Милорад Самарџић |       |